# 1563
Il 1563 (MDLXIII in numeri romani) è un anno  del XVI secolo.

## Eventi
- Costruzione del Palazzo dell'Archiginnasio a Bologna, su progetto di Antonio Morandi detto Terribilia. L'inaugurazione avviene il 21 ottobre.
- Annibale Caro inizia la sua opera di traduzione dell'Eneide di Virgilio. Sarà completata nel 1566, anno della sua morte.
- Calais viene lasciata ai francesi. Gli inglesi perdono tutti i loro possedimenti sul continente europeo.
- Viene stampata e pubblicata la prima Gazzetta.
- Trasferimento della capitale degli stati sabaudi da Chambéry a Torino.
- 13 gennaio – Fondazione a Firenze dell'Accademia del Disegno, la più antica accademia di belle arti del mondo, per volere di Cosimo I de' Medici e di Giorgio Vasari.
- 25 gennaio – Fondazione a Torino della Compagnia di San Paolo per iniziativa di sette privati cittadini.
- 1º febbraio – Sarsa Dengel succede a suo padre Menas come imperatore d'Etiopia.
- 18 febbraio – Francesco, duca di Guisa viene assassinato mentre assedia Orléans.
- Marzo – Pace di Amboise: negoziata tra il Principe di Condé ed il maresciallo di Francia Anne de Montmorency, concede agli ugonotti, specialmente a quelli di nobili natali, una limitata tolleranza. Successivamente gli ugonotti e l'esercito reale, alleati, marciano verso nord per assediare gli inglesi in Le Havre.
- 28 luglio – Gli inglesi lasciano Le Havre ai francesi.
- 4 dicembre – Chiusura ufficiale del Concilio di Trento (aperto il 13 dicembre 1545).

## Nati

### Gennaio
- 2 gennaio - John Dowland, compositore, cantante e liutista inglese († 1626)
- 20 gennaio - Ottavio Rinuccini, librettista e poeta italiano († 1621)

### Febbraio
- 4 febbraio - Daniel Tilenus, religioso e teologo tedesco († 1633)

### Aprile
- 15 aprile - Guru Arjan, indiano († 1606)
- 20 aprile - Nicolò Rusca, presbitero svizzero († 1618)
- 24 aprile - Giovanni Giorgio Linati, vescovo cattolico italiano († 1627)

### Maggio
- 9 maggio - Federico di Fürstenberg-Heiligenberg, nobile tedesco († 1617)
- 14 maggio - Pier Maria Cecchini, attore teatrale italiano († 1645)

### Giugno
- 1º giugno - Robert Cecil, I conte di Salisbury, nobile e politico inglese († 1612)
- 4 giugno - George Heriot, orafo e filantropo scozzese († 1624)

### Luglio
- 9 luglio - Orazio Gentileschi, pittore italiano († 1639)
- 16 luglio - Manuel Godinho de Erédia, militare, scrittore e cartografo portoghese († 1623)
- 19 luglio - Lamoral I di Ligne, diplomatico belga († 1624)
- 27 luglio - Ferrante II Gonzaga, nobile italiano († 1630)

### Agosto
- 21 agosto - Matija Divković, filosofo e teologo bosniaco († 1631)

### Settembre
- 4 settembre - Wanli, imperatore cinese († 1620)
- 15 settembre - Elisabetta di Anhalt-Zerbst, principessa († 1607)
- 21 settembre - Enrico di Joyeuse, nobile francese († 1608)
- 30 settembre - Enno III della Frisia orientale, conte († 1625)

### Ottobre
- 13 ottobre - Francesco Caracciolo, presbitero italiano († 1608)
- 15 ottobre - Valerio Marucelli, pittore italiano († 1627)
- 17 ottobre - Jodocus Hondt, incisore, cartografo e editore fiammingo († 1612)
- 30 ottobre - Sofia di Brunswick-Lüneburg, principessa († 1639)

### Novembre
- 5 novembre - Anna di Nassau, principessa († 1588)
- 8 novembre - Enrico II di Lorena, duca francese († 1624)
- 19 novembre - Robert Sidney, I conte di Leicester, mecenate e poeta inglese († 1626)
- 20 novembre - Sofia di Württemberg, nobildonna tedesca († 1590)
- 25 novembre - Galeotto III Pico della Mirandola, nobile italiano († 1597)
- 28 novembre - Hosokawa Tadaoki, militare giapponese († 1646)

### Dicembre
- 2 dicembre - Muzio Vitelleschi, gesuita italiano († 1645)
- 19 dicembre - William Howard, nobile e antiquario inglese († 1640)
- 25 dicembre - Guidubaldo Bonarelli della Rovere, nobile e poeta italiano († 1608)

### Senza giorno specificato
- Martin Becanus, teologo olandese († 1624)
- Johann Hartmann Beyer, medico e matematico tedesco († 1625)
- Arthur Chichester, politico inglese († 1625)
- Annibale Chieppio, nobile e politico italiano († 1623)
- Grazio Cossali, pittore italiano († 1629)
- Cesare Crispolti, storico, scrittore e poeta italiano († 1608)
- Penelope Devereux, nobildonna inglese († 1607)
- Michael Drayton, poeta inglese († 1631)
- Giles Farnaby, compositore inglese († 1640)
- Bassiano Gatti, religioso, scrittore e poeta italiano († 1642)
- Benedetto Gennari senior, pittore italiano († 1610)
- Scipione Gentili, giurista e letterato italiano († 1616)
- Giovanni Maria da Noto, religioso e presbitero italiano († 1631)
- Franciscus Gomarus, pastore protestante e teologo olandese († 1641)
- Anna Guarini, soprano e liutista italiana († 1598)
- Steven van der Hagen, militare e ammiraglio olandese († 1621)
- Hŏ Nansŏrhŏn, poetessa coreana († 1589)
- Juan de Prado, missionario spagnolo († 1631)
- Katō Yoshiaki, militare giapponese († 1631)
- William Lee, inventore inglese († 1614)
- Pierre Matthieu, scrittore, poeta e drammaturgo francese († 1621)
- Anton Möller, pittore tedesco († 1611)
- Mavro Orbini, storico dalmata († 1614)
- Laura Peperara, cantante, arpista e danzatrice italiana († 1600)
- Polydore Plasden, presbitero inglese († 1591)
- Joshua Sylvester, poeta britannico († 1618)
- Sidi al-Ayashi, marocchino († 1641)
- Fernando Talaverano Gallegos, avvocato e funzionario spagnolo († 1619)
- Hosokawa Tamako, giapponese († 1600)
- Terazawa Hirotaka, militare giapponese († 1633)
- Thomas Hamilton, I conte di Haddington, avvocato scozzese († 1637)
- Tommaso da Olera, religioso italiano († 1631)
- Mariana de Jesús Torres, religiosa ecuadoriana († 1635)
- Valeria Miani, drammaturga italiana († 1620)

## Morti

### Gennaio
- 2 gennaio - Girolamo Foscari, vescovo cattolico italiano (n. 1505)
- 4 gennaio - Elisabetta d'Assia, principessa (n. 1503)
- 6 gennaio - Giambattista Castaldo, condottiero e nobile italiano

### Febbraio
- 2 febbraio - Hans Neusidler, compositore e liutista tedesco (n. 1508)
- 2 febbraio - Lorenzo Torrentino, tipografo e umanista olandese (n. 1499)
- 4 febbraio - Guglielmo di Brandeburgo, arcivescovo cattolico tedesco (n. 1498)
- 18 febbraio - Francesco I di Guisa, condottiero e politico francese (n. 1519)
- 20 febbraio - Janet Stewart, nobildonna scozzese (n. 1505)

### Marzo
- 2 marzo - Ercole Gonzaga, cardinale italiano (n. 1505)
- 9 marzo - Maria de Cardona, nobile italiana (n. 1509)
- 9 marzo - Ippolita Gonzaga, nobildonna italiana (n. 1535)
- 11 marzo - Jacopo Nardi, letterato e drammaturgo italiano (n. 1476)
- 17 marzo - Girolamo Seripando, cardinale e arcivescovo cattolico italiano (n. 1493)
- 18 marzo - Jean de Poltrot de Mére, nobile (n. 1537)
- 19 marzo - Arthur Brooke, poeta e traduttore inglese

### Aprile
- 4 aprile - Giulia della Rovere, nobildonna italiana (n. 1531)
- 15 aprile - Bernardo VIII di Lippe, nobile tedesco (n. 1527)
- 20 aprile - Pedro de Soto, presbitero e teologo spagnolo (n. 1493)
- 26 aprile - Giacomo Puteo, cardinale e arcivescovo cattolico italiano (n. 1495)
- 30 aprile - Henry Stafford, I barone Stafford, nobile inglese (n. 1501)

### Maggio
- 21 maggio - Martynas Mažvydas, scrittore e pastore protestante lituano (n. 1510)

### Giugno
- 9 giugno - William Paget, I barone Paget, nobile e politico inglese (n. 1506)
- 29 giugno - Caterina di Braunschweig-Lüneburg, nobile tedesca (n. 1488)
- 30 giugno - Vincenzo Guerrieri Gonzaga, politico e condottiero italiano (n. 1495)

### Luglio
- 22 luglio - Francisco de Villagra, militare spagnolo
- 24 luglio - Giovan Battista Gelli, filosofo e scrittore italiano (n. 1498)
- 31 luglio - Agostino Mainardi, teologo e pastore protestante italiano (n. 1482)

### Agosto
- 10 agosto - Francesco Pesenti, pittore italiano (n. 1515)
- 18 agosto - Étienne de La Boétie, filosofo, scrittore e politico francese (n. 1530)
- 19 agosto - Costanza da Correggio, nobildonna italiana (n. 1499)
- 21 agosto - Vittore Trincavelli, medico, filosofo e grecista italiano (n. 1489)
- 24 agosto - Álvaro de la Quadra, vescovo cattolico e diplomatico spagnolo (n. 1516)
- 31 agosto - Giovanni Angelo Montorsoli, scultore e architetto italiano (n. 1507)

### Settembre
- 7 settembre - Giovanni Campeggi, vescovo cattolico e diplomatico italiano (n. 1513)
- 17 settembre - Henry Manners, II conte di Rutland, nobile inglese (n. 1526)
- 18 settembre - Mōri Takamoto, militare giapponese (n. 1523)
- 22 settembre - Teodosio I di Braganza, nobile portoghese (n. 1510)

### Ottobre
- 22 ottobre - Diego de Siloé, architetto e scultore spagnolo (n. 1495)

### Novembre
- 5 novembre - Ioan Iacob Heraclid, principe (n. 1511)
- 11 novembre - Francesco Salviati, pittore italiano (n. 1510)

### Dicembre
- 1º dicembre - Andrea Schiavone, pittore e incisore italiano
- 4 dicembre - Laura Lanza, nobile italiana (n. 1529)
- 29 dicembre - Sébastien Castellion, umanista e teologo francese (n. 1515)
- 31 dicembre - Carlo I di Cossé, nobile e militare francese (n. 1505)

### Senza giorno specificato
- Macario, arcivescovo ortodosso, scrittore e santo russo (n. 1482)
- Onorio da Maglie, filologo greco (n. 1534)
- Pietro Giovanni Aliotti, vescovo cattolico italiano
- Thomas Appleby, compositore e organista inglese
- Antoine Arena, poeta e giurista francese (n. 1500)
- John Bale, vescovo cattolico, drammaturgo e storico inglese (n. 1495)
- Giacomo Castriotto, ingegnere italiano
- Alonso García Bravo, architetto, urbanista e condottiero spagnolo (n. 1490)
- Giovanni Ludovico di Saluzzo, marchese (n. 1496)
- Glareano, umanista, poeta e teorico musicale svizzero (n. 1488)
- Cristoforo Grimaldi Rosso, doge (n. 1480)
- Felipe de Guevara, umanista e collezionista d'arte spagnolo (n. 1500)
- Kitabatake Harutomo, militare giapponese (n. 1503)
- Hans Sebald Lautensack, pittore tedesco
- Francesco Negri, umanista, letterato e teologo italiano (n. 1500)
- Vannina d'Ornano, nobile italiana
- Marco Antonio Passeri, filosofo italiano (n. 1491)
- Stagio Stagi, scultore italiano (n. 1496)
- Tada Mitsuyori, militare giapponese (n. 1501)
- Juan de Santo Domingo de Mendoza Tlacaeleltzin, sovrano
- Alfonso d'Aragona, nobile spagnolo (n. 1489)
- Domenico dell'Allio, architetto italiano (n. 1515)

## Calendario
| Calendario 1563 | Calendario 1563 | Calendario 1563 | Calendario 1563 | Calendario 1563 | Calendario 1563 | Calendario 1563 | Calendario 1563 | Calendario 1563 | Calendario 1563 | Calendario 1563 | Calendario 1563 | Calendario 1563 | Calendario 1563 | Calendario 1563 | Calendario 1563 | Calendario 1563 | Calendario 1563 | Calendario 1563 | Calendario 1563 | Calendario 1563 | Calendario 1563 | Calendario 1563 | Calendario 1563 | Calendario 1563 | Calendario 1563 | Calendario 1563 | Calendario 1563 | Calendario 1563 | Calendario 1563 | Calendario 1563 | Calendario 1563 | Calendario 1563 |
| --------------- | --------------- | --------------- | --------------- | --------------- | --------------- | --------------- | --------------- | --------------- | --------------- | --------------- | --------------- | --------------- | --------------- | --------------- | --------------- | --------------- | --------------- | --------------- | --------------- | --------------- | --------------- | --------------- | --------------- | --------------- | --------------- | --------------- | --------------- | --------------- | --------------- | --------------- | --------------- | --------------- |
|                 | 1               | 2               | 3               | 4               | 5               | 6               | 7               | 8               | 9               | 10              | 11              | 12              | 13              | 14              | 15              | 16              | 17              | 18              | 19              | 20              | 21              | 22              | 23              | 24              | 25              | 26              | 27              | 28              | 29              | 30              | 31              |                 |
| Gennaio         | Ve              | Sa              | Do              | Lu              | Ma              | Me              | Gi              | Ve              | Sa              | Do              | Lu              | Ma              | Me              | Gi              | Ve              | Sa              | Do              | Lu              | Ma              | Me              | Gi              | Ve              | Sa              | Do              | Lu              | Ma              | Me              | Gi              | Ve              | Sa              | Do              |                 |
| Febbraio        | Lu              | Ma              | Me              | Gi              | Ve              | Sa              | Do              | Lu              | Ma              | Me              | Gi              | Ve              | Sa              | Do              | Lu              | Ma              | Me              | Gi              | Ve              | Sa              | Do              | Lu              | Ma              | Me              | Gi              | Ve              | Sa              | Do              |                 |                 |                 |                 |
| Marzo           | Lu              | Ma              | Me              | Gi              | Ve              | Sa              | Do              | Lu              | Ma              | Me              | Gi              | Ve              | Sa              | Do              | Lu              | Ma              | Me              | Gi              | Ve              | Sa              | Do              | Lu              | Ma              | Me              | Gi              | Ve              | Sa              | Do              | Lu              | Ma              | Me              |                 |
| Aprile          | Gi              | Ve              | Sa              | Do              | Lu              | Ma              | Me              | Gi              | Ve              | Sa              | Do              | Lu              | Ma              | Me              | Gi              | Ve              | Sa              | Do              | Lu              | Ma              | Me              | Gi              | Ve              | Sa              | Do              | Lu              | Ma              | Me              | Gi              | Ve              |                 |                 |
| Maggio          | Sa              | Do              | Lu              | Ma              | Me              | Gi              | Ve              | Sa              | Do              | Lu              | Ma              | Me              | Gi              | Ve              | Sa              | Do              | Lu              | Ma              | Me              | Gi              | Ve              | Sa              | Do              | Lu              | Ma              | Me              | Gi              | Ve              | Sa              | Do              | Lu              |                 |
| Giugno          | Ma              | Me              | Gi              | Ve              | Sa              | Do              | Lu              | Ma              | Me              | Gi              | Ve              | Sa              | Do              | Lu              | Ma              | Me              | Gi              | Ve              | Sa              | Do              | Lu              | Ma              | Me              | Gi              | Ve              | Sa              | Do              | Lu              | Ma              | Me              |                 |                 |
| Luglio          | Gi              | Ve              | Sa              | Do              | Lu              | Ma              | Me              | Gi              | Ve              | Sa              | Do              | Lu              | Ma              | Me              | Gi              | Ve              | Sa              | Do              | Lu              | Ma              | Me              | Gi              | Ve              | Sa              | Do              | Lu              | Ma              | Me              | Gi              | Ve              | Sa              |                 |
| Agosto          | Do              | Lu              | Ma              | Me              | Gi              | Ve              | Sa              | Do              | Lu              | Ma              | Me              | Gi              | Ve              | Sa              | Do              | Lu              | Ma              | Me              | Gi              | Ve              | Sa              | Do              | Lu              | Ma              | Me              | Gi              | Ve              | Sa              | Do              | Lu              | Ma              |                 |
| Settembre       | Me              | Gi              | Ve              | Sa              | Do              | Lu              | Ma              | Me              | Gi              | Ve              | Sa              | Do              | Lu              | Ma              | Me              | Gi              | Ve              | Sa              | Do              | Lu              | Ma              | Me              | Gi              | Ve              | Sa              | Do              | Lu              | Ma              | Me              | Gi              |                 |                 |
| Ottobre         | Ve              | Sa              | Do              | Lu              | Ma              | Me              | Gi              | Ve              | Sa              | Do              | Lu              | Ma              | Me              | Gi              | Ve              | Sa              | Do              | Lu              | Ma              | Me              | Gi              | Ve              | Sa              | Do              | Lu              | Ma              | Me              | Gi              | Ve              | Sa              | Do              |                 |
| Novembre        | Lu              | Ma              | Me              | Gi              | Ve              | Sa              | Do              | Lu              | Ma              | Me              | Gi              | Ve              | Sa              | Do              | Lu              | Ma              | Me              | Gi              | Ve              | Sa              | Do              | Lu              | Ma              | Me              | Gi              | Ve              | Sa              | Do              | Lu              | Ma              |                 |                 |
| Dicembre        | Me              | Gi              | Ve              | Sa              | Do              | Lu              | Ma              | Me              | Gi              | Ve              | Sa              | Do              | Lu              | Ma              | Me              | Gi              | Ve              | Sa              | Do              | Lu              | Ma              | Me              | Gi              | Ve              | Sa              | Do              | Lu              | Ma              | Me              | Gi              | Ve              |                 |